# Sorniza (Burgas)
Sorniza (auch Zornitsa geschrieben, bulgarisch Зорница) ist ein Stadtbezirk der bulgarischen Hafenstadt Burgas. Der Bezirk zählt mit seinen ca. 15.000 Einwohnern (Stand 2009) zu den kleinsten der Stadt.
Sorniza grenzt im Westen mit dem Boulevard Stefan Stambolow an den Bezirk Slawejkow und den Park Isgrew. Im Osten grenzt Sorniza mit dem Boulevard Dimitar Dimow an den Park Eseroto, den Meeresgarten von Burgas und den südlichen Atanassow-See. Auch der Stadtstrand befindet sich in der Nähe. Im Süden grenzt Sorniza mit der stillgelegte Eisenbahnlinie Burgas-Pomorie an den Stadtbezirk Lasur und das gleichnamige Stadion. Im Norden grenzt es mit dem Boulevard Nikola Petkow an den Stadtbezirk Isgrew.
Im Stadtbezirk Sorniza liegen die Deutsche Schule Goethe-Gymnasium Burgas, das englischsprachige Gymnasium Geo Milew, die Grundschule Georgi Benkowski, das Erste städtische Krankenhaus (das größte Südostbulgariens), die Psychiatrie und die Sporthalle Isgrew.